# Japan Impact
Japan Impact est un salon événementiel consacré à la culture japonaise qui se déroule tous les ans sur un week-end en février à l'École polytechnique fédérale de Lausanne.

## Historique
Après le départ de la convention Polymanga pour Genève en 2006, l'association PolyJapan décide de créer une autre convention sur la culture japonaise à l'EPFL. Les sélections suisses pour le concours européen de cosplay Eurocosplay y ont lieu chaque année. L'évènement est créé en 2009.

### 2009
Première édition qui fait suite à la disparition de Polymanga du campus. 
- Visiteurs : Plus de 2 000
- Invitée : Lamia Cross

### 2010
- Visiteurs : Environ 2 000[4]
- Invités : Bernard Minet, Gothika

### 2011
C'est l'année où Japan Impact lance son concours Miss Kawaii.
- Visiteurs : Environ 3 000[4]
- Invités : Ryo Fujimura, Gothika, Pinky Doodle Poodle

### 2012
La convention multiplie les salles à thème et on y retrouve même une exposition de peinture.
- Visiteurs : 4 500[2]
- Invités : Le Joueur du Grenier[6],[2], Suok, HITT, Liquid Boy

### 2013
Depuis 2013, la convention a toujours lieu le week-end précédent la rentrée universitaire suisse.
- Visiteurs : Plus de 4 000[7]
- Invités : DJ Sisen, Sanji Crack, Mékolaï Chauvet (Méko), Princesse Pudding

### 2014
La convention s’ouvre pour la première fois sur un second bâtiment et le concours de cosplay a désormais lieu au Forum du Rolex Learning Center. Cette édition se veut également plus centrée sur la culture geek.
- Visiteurs : Plus de 5 000
- Invités : Noob (Fantöm, Gaea, Omega Zell, Bartémulius, Nostariat, Tabris, T-Man, Ystos), Reflets d'acide (JBX et Pétulia), Le Donjon de Naheulbeuk (Pen of Chaos), Neko Light Orchestra[2]

### 2015
La grande nouveauté de l'année : une exposition sur les samurais qui présente de nombreuses pièces de musée.
- Visiteurs : Plus de 6 500
- Invités : LinksTheSun, Bernard Minet, K-ble Jungle

### 2016
En 2016, le festival ouvre un troisième jour, le temps d'une projection en avant-première le vendredi soir.
- Visiteurs : Plus de 6 500[9]
- Invités : Florence Torta, Philippe Cardona, Mathieu Zecchini, Kaki, LinksTheSun, Monsieur Plouf, Neko Light Orchestra, Nyo, Pensée Léo, Tenshirock

### 2017
En 2017, la convention déménage au Palais de Beaulieu à Lausanne, afin d'offrir plus d'espace aux visiteurs.
- Visiteurs : Environ 7 500
- Invités : Brigitte Lecordier, Patrick Borg, Maliki, Popette, Lily on the Moon

### 2018
En 2018, la convention retourne à l'École polytechnique fédérale de Lausanne pour sa 10e édition.
- Visiteurs : Environ 7 000[12]
- Invités : JBX et Pétulia, Pen of Chaos, Noob, Northern Rufio, David Revois, Monsieur Plouf, JM Destroy, Surine & Ricana Cosplay

### 2019
- Visiteurs : Plus de 7 200[12]
- Invités : Yami Shin[13], Nicolas David, Manuel d'Andréa, Monsieur Plouf

### 2020
En 2020, la convention décide de s'agrandir en ajoutant un bâtiment supplémentaire, afin d'accueillir plus d'exposants et plus de visiteurs. Cette édition marquera aussi l'arrivée des thèmes prédominants de l'évènement avec "Le Rallye des étoiles". 
- Visiteurs : Plus de 9 000[14]
- Invités : RWBY, Franponais, Vu du Japon, Manlima, Taryn, Monsieur Plouf

### 2022
En 2022, Japan Impact revient pour une édition Estivale qui a su réchauffer le cœur de tous après cette longue période de pause liée au COVID-19. Le thème de cette année aura pu intéresser autant les petits que les grands avec "Un Bol de Japon" qui a su mettre la nourriture japonaise comme élément centrale de la convention !
- Visiteurs : Plus de 10 000
- Invités : Kintsugi, Mickael J, Joranne, Pikanoa, Aluota, Shinorisu, Yatuu, Yami Shin, Cirkle

### 2023
L'édition 2023 de Japan Impact s'est de nouveau déroulée à ses dates habituelles, le 3e weekend de février, et a de nouveau accueilli environ dix mille visiteurs. Comme nouveauté notable, un concours "idol" a été ajouté, en réponse à la popularité croissante de la k-pop et la j-pop.
- Visiteurs : Environ 10 000[15]
- Invités : Elsa Brants, Reno Lemaire, Jessica Jung (autrice,illustratrice), Tokyo No Jo, Julien Fontanier, Ainlina, Tenkou

### 2024
La quinzième édition a un budget d'environ 200 000 francs suisses et accueille près de 13 000 visiteurs. La convention poursuit également le développement de son offre musicale, en invitant des groupes et chanteurs du Japon, dont Iron Attack!, Buta-Otome et Hance, tout en gardant ses ateliers de culture japonaise, ses concours de Cosplay, de mode et danse, ses conférences et son village des artistes.